# Волосовская культура
Во́лосовская культу́ра — неолитическая археологическая культура (IV—III тысячелетие до н. э.), расположенная на территории центральной России и Поволжья. Выделена В. А. Городцовым на основе раскопанных им Волосовской и Панфиловской стоянок. Название получила по стоянке, открытой О. Н. Бадером у деревни Волосово (Городской округ Навашинский Нижегородской области) близ устья реки Велетьмы (приток Оки).
Антропологический тип европеоидный с лапоноидной примесью.

## Распространение
Московская, Нижегородская, Новгородская, Вологодская, Владимирская, Ивановская, Костромская область, Рязанская, Самарская, Саратовская, Тверская, Ярославская области, республики Марий Эл и Мордовия в России, Эстония, Латвия.

## Происхождение культуры
Согласно точке зрения О. Н. Бадера и А. Х. Халикова, предки волосовцев мигрировали из Урало-Камского региона. Волосовская и гаринско-борская культуры формируются в результате контактов населения Волго-Камской культурно-исторической общности позднего энеолита с красномостовским типом и новоильинской культурой. По мнению А. Л. Никитина и Д. А. Крайнова, носители волосовской культуры пришли с северо-запада, с территории Восточной Прибалтики, о чём свидетельствуют археологические и антропологические материалы, что подтвердилось в результате новейших археогенетических исследований. По мнению В. В. Сидорова и А. В. Энговатовой, сложение данной культуры произошло на территории Валдайской возвышенности, после чего носители данных древностей расселились по территории Волго-Окского междуречья. В. В. Ставицкий считает, что сложение волосовских древностей было связано с трансформацией керамических традиций населения льяловской культуры. Предполагается, что волосовцы говорили на прафинно-угорском или некоем палеоевропейском языке. Д. А. Крайнов считал, что когда индоевропейские фатьяновские племена проникли в район междуречья Волги и Оки на территорию, где проживали поздненеолитические волосовские племена, то они попали в частично родственную среду потомков северных индоевропейцев. В составе волосовцев были преимущественно поздненеолитические племена охотников и рыболовов Восточной Европы. С. В. Ошибкина отмечала сходство вещественного материала волосовской культурой с артефактами со свайного поселения Модлона в Вологодской области.
Время существования — 3700—3600 лет до н. э. (калиброванная дата) — начале III тыс. до н. э.. Была распространена в бассейне реки Ока, ниже нынешнего г. Рязань и в низовьях реки Клязьма. Волосовская культура распространялась далеко на северо-запад (стоянка Николо-Перевоз-I у деревни Сущево Талдомского района на Дубне и другие).

## Закат
В конце своей истории волосовская культура подверглась вторжению племён фатьяновской культуры, а также абашевских племён. По мнению А. В. Уткина и Е. Л. Костылёвой, скотоводы фатьяновцы, появившись на территории волосовцев со своими стадами, принесли на эту территорию новые инфекционные заболевания, но и сами получили от волосовцев их инфекции. В результате чего население стало вымирать целыми посёлками. Об этом свидетельствуют хронологически одновременные коллективные захоронения без признаков насильственного умерщвления (до 16 человек) на фатьяновско-балановских и волосовских кладбищах.
Финал волосовских древностей связан со сложением местных культур бронзового века лесной полосы.

## Антропология и палеогенетика
Северные европеоиды, с чётко выраженной мезокранией, сходны с черепами из ряда поздненеолитических захоронений в Прибалтике, а также с представителями верхневолжской культуры, иногда встречаются останки людей с лапоноидными чертами, что объясняется влиянием племён ямочно-гребенчатой керамики.
Posth и др. (2023) исследовали останки шести человек из энеолитических могильников на памятнике Мурзихинский II волосовской культуры. Генетический анализ показал, что эти индивиды наиболее близки к ранее секвенированным восточноевропейским охотникам-собирателям. Пять образцов Y-ДНК, относились к гаплогруппам Q1a1-F746/NWT01 (четыре образца) и CT. МтДНК принадлежала исключительно к гаплогруппе U (особенно к субкладам U2, U4 и U5). У образца NEO194 со стоянки Сахтыш IIA (ок. 3647 лет до н. э., Тейковский район, Ивановская область) определили митохондриальную гаплогруппу U4b1b1 и Y-хромосомную гаплогруппу R1b1a1a1-Y13200/M73.

## Культура

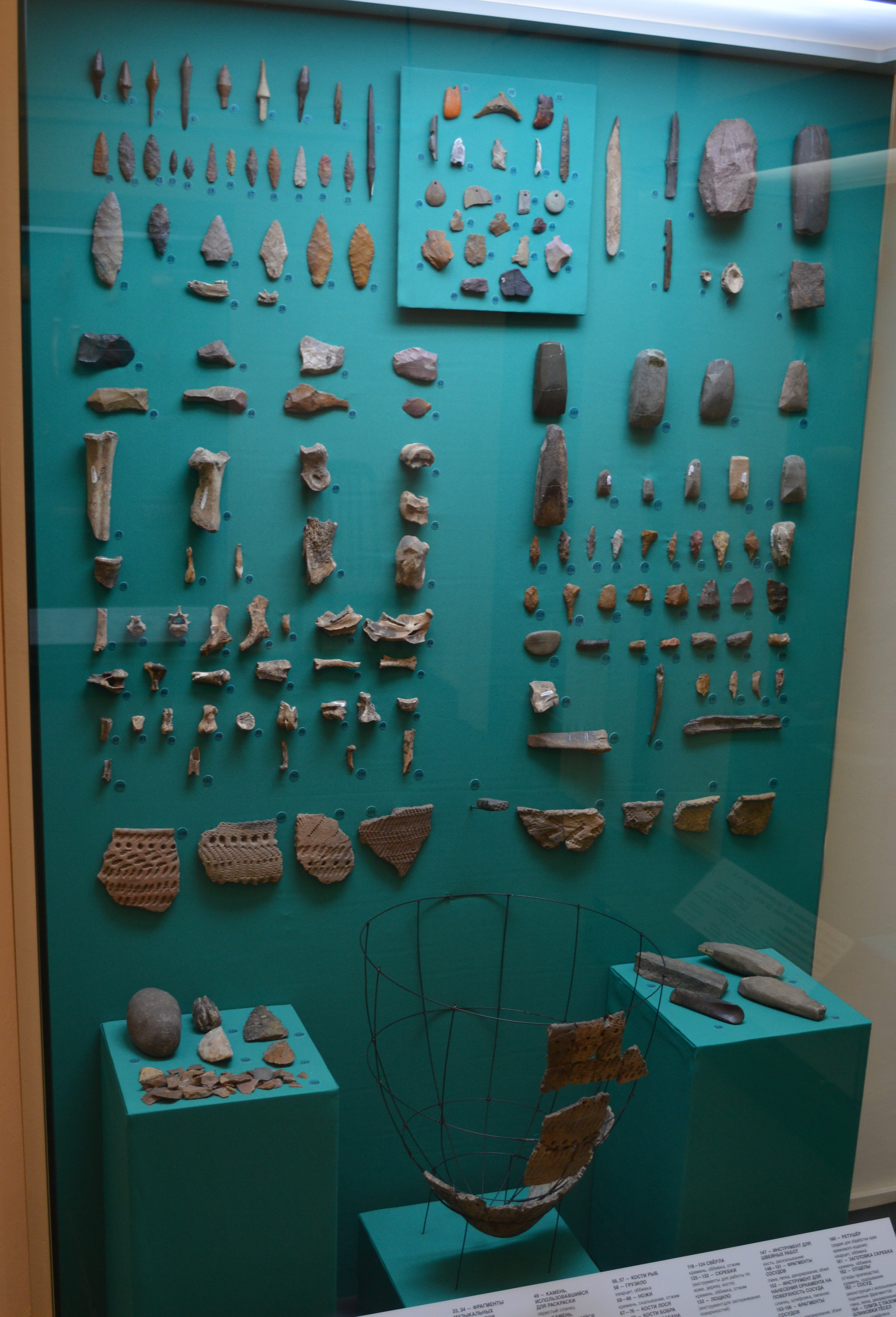
Артефакты Волосовской культуры

Орудия волосовцы изготавливали из кремня (фигурки птиц-уточек) и кости (яркие артефакты — роговая маска шамана и нож из лопатки лося). Найдены янтарные подвески. Этот факт приводится в пользу миграции волосовцев с территории Прибалтики). Волосовцы украшали себя бусами из зубов животных. Из оружия были представлены копья, стрелы, дротики, имелись мотыгообразные орудия.
Волосовцам была известна керамика: сосуды из глины (миски, чашки) с примесью раковин. Орнамент волосовской керамики ямочный, ромбовидный, пунктирный.
Волосовцы жили оседло в посёлках по 25—30 человек, состоящих из полуземлянок c двускатной крышей. По мнению И. К. Цветковой, волосовские поселения состояли из 50—60 взрослых людей, составлявших род, а расположенные недалеко друг от друга несколько поселений составляли племя. Мастерские стояли отдельно от жилищ. Имелись святилища со следами огня и черепов. Предполагается, что у волосовцев существовал культ медведя, аналогичный культу медведя у юхновцев, и, возможно, других животных (лосихи, куницы). В 10 волосовских погребениях вместе с ямами-святилищами и с помещением трупа в грунт, выявлены ритуальные клады с артефактами (наконечники стрел, янтарными и костяными изделиями). Это свидетельствует о сложном погребальном обряде, существовавшем у энеолитического населения. Захоронения волосовцы производили вблизи жилищ в вытянутом положении, позже — скорченном положении.

## Хозяйство
Основным занятием волосовцев была охота (лось, кабан, куница, бобр, медведь) и рыбная ловля (сом, осётр, язь, щука), о чём свидетельствуют находки гарпунов и рыболовных крючков. Зафиксировано наличие домашней собаки, наличие свиноводства дискуссионно.